# Cronenberger Werkzeugkiste

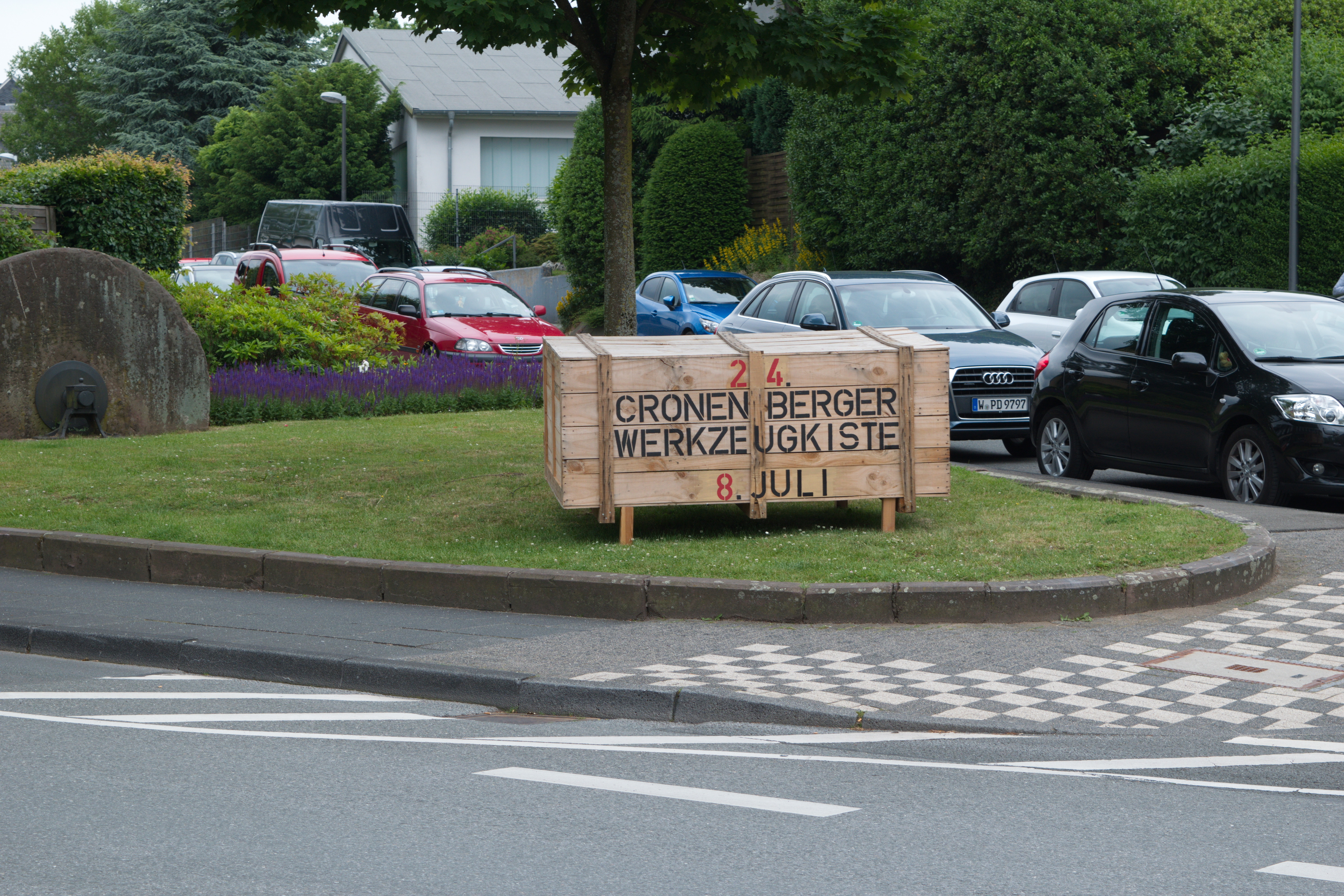
Ankündigung für die Cronenberger Werkzeugkiste 2017

Die Cronenberger Werkzeugkiste ist eine zweijährlich stattfindende Benefizveranstaltung in Wuppertal-Cronenberg, die 1972 zum ersten Mal durchgeführt wurde.
In den ersten 24 Veranstaltungen kamen bisher über 1.090.000 Euro zusammen. Hierbei wird die Hälfte der Erlöse für körperlich und geistig Behinderte in Wuppertal und seiner Partnerstadt Schwerin gespendet. Die andere Hälfte kommen Kindergärten oder Grundschule in Cronenberg zugute.
Neben Musik, Speis & Trank sowie verschiedenen Erlebnisangeboten werden primär Cronenberger Qualitätswerkzeuge verkauft, woher auch der Name der Veranstaltung rührt. Mehr als 120 Vereine, Organisationen, Firmen, Einzelhändler und Privatleute bringen sich mit mehr als 1000 Helfern an diesem Tag ein.
Mit ca. 40.000 Besuchern ist die Cronenberger Werkzeugkiste eine der größten regelmäßigen Veranstaltungen in Cronenberg. Aufgrund der Größe der Benefizveranstaltung werden während der Veranstaltung einzelne Straßen Cronenbergs gesperrt.
Im Jahr 2019 feierte die Cronenberger Werkzeugkiste ihr 25. Jubiläum.
Die im Jahr 2021 geplante 26. Veranstaltung wurde wegen der Corona-Pandemie abgesagt.